# Christian XXX
Christian Michael Wians, dit Christian XXX, Christian ou Maxx Diesel, né le 8 mai 1974, est un acteur et producteur pornographique américain. Depuis ses débuts dans le porno gay, il est apparu dans plus de 3000 scènes de pornographie transgenre et hétéro et a remporté quatre AVN Awards depuis lors. Il a été le principal producteur et réalisateur de la société Naughty America de 2009 à 2011. Il a été intronisé à l'AVN Hall of Fame en 2017.

## Jeunesse et éducation
Christian est né à Burlington (Vermont), au Vermont. À un jeune âge, il a déménagé dans la région de San Antonio, au Texas avec sa famille. Ses deux parents travaillaient dans l'US Air Force et il a deux jeunes frères. Christian a fréquenté l'université d'État de Tarleton et y a joué au basket-ball pendant un an avant de rentrer chez lui et d'étudier à l'Université du Texas à San Antonio tout en continuant à jouer basket-ball. Il a obtenu en 1997 un baccalauréat universitaire en histoire.
Après avoir terminé son baccalauréat, il a fait des études supérieures et a été entraîneur adjoint de basket-ball à l'Université du Verbe incarné pendant un an, puis au Northeastern Oklahoma A&M College (en). Il est rentré chez lui pour terminer ses cours en éducation et a occupé une série de postes d'enseignant. Il a vécu à Lake Jackson, au Texas, a été entraîneur de basket-ball et a enseigné l'histoire au Brazoswood High School pendant deux ans avant de déménager à Las Vegas, au Nevada, pour devenir videur de boîte de nuit en 2002.

## Carrière

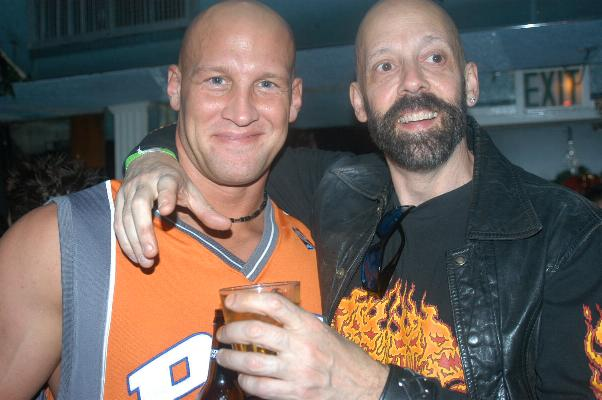
Christian XXX (à gauche) en 2005

Christian sortait avec l'actrice pornographique Lovette et a réalisé une production amateur avec elle en 1999. En 2003, il a contacté le réalisateur Chi Chi LaRue, pour tenter d'entrer dans la pornographie hétérosexuelle. LaRue, qui a également réalisé de la pornographie gay pour Falcon Entertainment, a demandé à Christian s'il serait plutôt intéressé à jouer dans des films gay. Christian a accepté car les artistes masculins ont tendance à être payés plus dans la pornographie gay, autant que 2000 $ pour une scène, par rapport aux scènes hétérosexuelles. Christian a signé un contrat exclusif avec Falcon Studios, travaillant sous le nom « Maxx Diesel »,.
En 2004, il a commencé à tourner dans des scènes transgenres et hétérosexuelles sous le nom « Christian XXX ». Son curriculum vitae comprenait des performances avec des actrices trans (shemale) et cisgenres. Il a déclaré dans des interviews qu'il aimait son temps à travailler dans le porno gay, mais les employeurs de l'industrie du porno hétéro ont rendu très difficile de continuer à travailler dans les deux genres.
En 2012, il a ouvert ses propres sites Web et a ensuite cessé de se produire pour d'autres sociétés. Il ne tourne plus que pour les quatre sites Web qu'il possède.

### Blogs
Il possède un blog sur sa vie dans son travail intitulé Christian Sings the Blues. Il a expliqué le titre comme une plaisanterie : « Je me plains de ma vie où je suis couché tous les jours et gagne beaucoup d'argent et ne travaille que quatre heures environ. »". Il a un deuxième blog appelé Porn Star Luggage où il discute des différentes choses que les stars du porno apportent avec elles.

## Récompenses
- 2007 AVN Award for Best Group Scene - Fashionistas 2[5]
- 2008 AVN Award for Best Group Scene - Debbie Does Dallas ... Again (en)[6]
- 2008 Tranny Award for Best Non-Transsexual Performer[7]
- 2009 AVN Award for Most Outrageous Sex Scene - Night of the Giving Head[8]
- 2011 Tranny Award for Best Non-Transsexual Performer[9]
- 2013 AVN Award for Best Transsexual Sex Scene - American Tranny 2[10]
- 2013 Tranny Award for Best Non-Transsexual Performer[11]
- 2013 Transgender Film Festival for Best Male Performance in a Long Clip - Forbidden Lovers[12]
- 2017 AVN Hall of Fame[13]